# Ixora brunonis
Ixora brunonis är en måreväxtart som beskrevs av Nathaniel Wallich och George Don jr. Ixora brunonis ingår i släktet Ixora och familjen måreväxter.

## Underarter
Arten delas in i följande underarter:
- I. b. brunonis
- I. b. kratensis